# Psykofysiologi
Psykofysiologi är en gren av psykologin som studerar fysiologins samband med vissa psykiska processer, till exempel reaktioner i hjärnan på vissa psykiska stimuli. Psykofysiologin uppstod på 1960-talet. Den har på grund av tekniska landvinningar breddat sitt område, till bland annat kardiovaskulär psykofysiologi, kognitiv neurologi och socialpsykofysiologi.
Psykofysiologins fokus ligger på att förklara mänskligt beteende och känslor med hjälp av fysiologin och dess metoder, i stället för att förstå hur organen fungerar. Ett stort forskningsområde är hur stress gestaltar sig fysiologiskt. Till psykofysiologin hör också att skapa metoder för att hantera psykiska processer, till exempel med lögndetektorer, eller förbättra responser som reaktionsförmåga och lokalsinne.

## Delområden
Exempel på områden där psykofysiologiska principer och metoder används är:
- Kognitiv psykofysiologi undersöker relationen mellan kognitiva informationsprocesser och fysiologiska förändringar.[1]
- Socialpsykofysiologi undersöker fysiologiska processer i relation till tankar, känslor och beteenden som är involverade i sociala sammanhang.[1]
- Utvecklingspsykofysiologi undersöker sambanden mellan fysiologiska processer i kroppen och den psykologiska utvecklingen i samband med uppväxt och åldrande.[1]
- Klinisk psykofysiologi handlar om relationen mellan fysiologi och psykiska sjukdomar. Fokus är primärt att göra bedömningar av psykiska sjukdomar samt effekterna av klinisk behandling.[1]
- Applicerad (eller tillämpad) psykofysiologi handlar om praktisk tillämpning av psykofysiologiska principer och tekniker. En vanlig variant är biofeedback, som är en metod där en patient förses med direkt återkoppling kring sin fysiologi. På så sätt ges patienten möjlighet att ta kontroll över sina kroppsliga processer.[1]